# ASKO Kara
Association Sportive de la Kozah Football Club w skrócie ASKO Kara – togijski klub piłkarski, grający w pierwszej lidze togijskiej, mający siedzibę  w mieście Kara.

## Stadion
Domowe mecze klub rozgrywa na stadionie o nazwie Stade Municipal w Karze. Stadion może pomieścić 7500 widzów.

## Sukcesy
- Première Division du Togo:

mistrzostwo (9): 1988, 1989, 1996, 2007, 2020, 2021, 2022, 2023, 2024
- Coupe du Togo:

zwycięstwo (4): 1975, 1976, 1987, 1995

## Występy w afrykańskich pucharach
| Sezon     | Rozgrywki                 | Runda    | Kraj                     | Klub                     | Dom | Wyjazd | Dwumecz                |
| --------- | ------------------------- | -------- | ------------------------ | ------------------------ | --- | ------ | ---------------------- |
| 1976      | Puchar Zdobywców Pucharów | 1        | Kamerun                  | Tonnerre Jaunde          | 1–2 | 0–3    | 1–5                    |
| 1977      | Puchar Zdobywców Pucharów | 1        | Gabon                    | Anges ABC                | 1–0 | 1–3    | 2–3                    |
| 1988      | Puchar Zdobywców Pucharów | 1        | Senegal                  | ASC Jeanne d’Arc         | 1–2 | 0–3    | 1–5                    |
| 1990      | Puchar Mistrzów           | wstępna  | Burkina Faso             | ASFA Yennenga            | 1–0 | 2–0    | 3–0                    |
| 1990      | Puchar Mistrzów           | 1        | Algieria                 | JS Kabylie               | 0–4 | 0–6    | 0–10                   |
| 1996      | Puchar Zdobywców Pucharów | 1        | Wybrzeże Kości Słoniowej | Stade d’Abidjan          | 2–1 | 1–4    | 3–5                    |
| 1997      | Puchar CAF                | wstępna  | Benin                    | AS Dragons FC de l’Ouémé | -   | -      | walkower dla ASKO Kara |
| 1997      | Puchar CAF                | 1        | Tunezja                  | Espérance Tunis          | 3–1 | 0–7    | 3–8                    |
| 2008      | Liga Mistrzów             | wstępna  | Kamerun                  | Union Duala              | 3–1 | 1–0    | 4–1                    |
| 2008      | Liga Mistrzów             | 1        | Tunezja                  | Club Africain Tunis      | 2–0 | 0–4    | 2–4                    |
| 2020/2021 | Liga Mistrzów             | wstępna  | Wybrzeże Kości Słoniowej | RC Abidjan               | 2–1 | 0–1    | 2–2                    |
| 2021/2022 | Liga Mistrzów             | wstępna  | Wybrzeże Kości Słoniowej | LPRC Oilers              | 2–1 | 0–3    | 2–4                    |
| 2022/2023 | Liga Mistrzów             | 1        | Mauretania               | FC Nouadhibou            | 1–1 | 1–0    | 2–1                    |
| 2022/2023 | Liga Mistrzów             | 1        | Algieria                 | JS Kabylie               | 1–2 | 1–1    | 2–3                    |
| 2022/2023 | Puchar Konfederacji       | play-off | Tunezja                  | Club Sportif Sfaxien     | 2–1 | 0–0    | 2–1                    |
| 2022/2023 | Puchar Konfederacji       | gr. C    | Egipt                    | Future FC                | 0–3 | 3–0    | 3–3                    |
| 2022/2023 | Puchar Konfederacji       | gr. C    | Maroko                   | AS FAR                   | 1–1 | 1–5    | 2–6                    |
| 2022/2023 | Puchar Konfederacji       | gr. C    | Egipt                    | Pyramids FC              | 1–4 | 0–1    | 1–5                    |

## Reprezentanci kraju grający w klubie od 1988
Stan na maj 2023.
| - Magnime Agbotcho - Gnama Akaté - Kangnivi Ama Tchoutchoui - Roland Amouzou - Lalawélé Atakora - Koupossitéré Camara - Nouhoum Cissé - Ouro-Bodi Harissou - Maklibè Kouloun - Liyabé Kpatoumbi - Senam Langueh - Djalilou Madjedje - Daré Nibombé - Efoé Novon - Abdou Ouattara - Sadat Ouro-Akoriko - Nazife Ouro-Nimini | - Kossi Jean Ozou - Safiou Salifou - Abdoul-Halimou Sama - Eli Sewonou - Emmanuel Sunu - Marouf Tchakei - Vincent Tchalla - Massamasso Tchangai - Messan Toudji - Dové Womé - Justin Yéré - Nafiou Yorou - Atte-Oudeyi Zanzan - Abdou Bourou - Ben Youssouf Camara - Terry Sackor - Moussa Marone |